# Sirotište
Sirotište je ustanova ili dom namijenjena skrbi za siročad i drugu djecu, koja su odvojena od svojih bioloških obitelji. 
Dijete se u sirotište može smjestiti zbog smrti roditelja, roditeljskoga zlostavljanja, zloporabe ili mentalne bolesti u biološkom domu koja je štetila djetetu, odlaska roditelja na rad u inozemstvo. Uloga pravne odgovornosti za uzdržavanje djece čiji su roditelji umrli ili iz drugih razloga ne mogu pružiti skrb uvelike se razlikuje diljem svijeta.
Korištenje državnih sirotišta postupno je ukinuto u Sjedinjenim Američkim Državama, Kanadi, Ujedinjenome Kraljevstvu i državama članicama Europske unije tijekom druge polovice 20. stoljeća, ali ona i dalje rade u mnogim drugim područjima diljem svijeta. Iako se izraz „sirotište” više ne koristi u Sjedinjenim Američkim Državama, gotovo svaka američka država i dalje ima domove za djecu kojoj je potrebno sigurno mjesto za život i pružanje podršku u obrazovanju i stjecanju životnim vještinama. 
Istraživanje Projekta rane intervencije u Bukureštu (BEIP) često se navodi kao dokaz, kako domovi imaju negativan utjecaj na dobrobit djece. BEIP je odabrao sirotišta u Bukureštu, koja su odgajala napuštenu djecu u društveno i emocionalno ranjivim okruženjima kako bi proučavao promjene u razvoju dojenčadi i djeteta nakon što su smještena u posebno obučene udomiteljske obitelji u mjesnoj zajednici. Ova studija pokazala je koliko je nedostatak pažnje pune ljubavi koju roditelji ili skrbnici poklanjaju djeci važan za optimalan ljudski razvoj, posebice mozga; kvalitetna prehrana nije dovoljna. Daljnja istraživanja djece koja su posvojena iz ustanova iz istočnoeuropskih država u SAD-u pokazala su da su za svaka 3,5 mjeseca koliko čedo provede u ustanovi zaostajala za svojim vršnjacima u rastu za 1 mjesec. Nadalje, meta-analiza istraživanja o vrijednostima kvocijenta inteligencije djece u domovima za nezbrinutu djecu otkrila je niži kvocijent inteligencije među djecom u mnogim institucijama, ali ovaj rezultat nije pronađen u okruženjima s niskim prihodima.